# Nudo (lazo)
Un nudo o ñudo (del latín nudus, por nodus) es un orden y estructura particular en un tramo de cuerda o hilo el cual se estrecha y se cierra no siendo fácil que se deshaga por sí solo. La función del nudo es la de sujetar un objeto (incluyendo otra cuerda), o simplemente cambiar su forma para modificar sus prestaciones originales. Los nudos se forman aprovechando el rozamiento de la cuerda con los objetos atados para evitar que deslicen.
Según la definición que figura en el manual de J. Lizama:

Un nudo es una figura que formamos, usando una o varias cuerdas, para sujetar algún objeto o bien para unir o acortar dichas cuerdas, de modo que obtengamos una estructura estable y reversible".

Según la RAE nudo es:

Lazo que se estrecha y cierra de modo que con dificultad se pueda soltar por sí solo, y que cuanto más se tira de cualquiera de los dos cabos, más se aprieta.

## Historia
Desde la antigüedad hasta nuestros días, los nudos siempre han sido utilizados por el hombre, aunque de muy diversas formas (nudos simples, lazos corredizos, nudos de horca, nudos de rizo, etcétera) y aplicaciones. Aunque históricamente ha tenido una utilidad fundamentalmente práctica (por ejemplo, en la caza o en la retención de personas y animales), también destaca su papel como elemento simbólico y decorativo en las artes plásticas (por ejemplo, el nudo celta), en la vestimenta (por ejemplo, la corbata), en los estudios sobre heráldica, entre otras áreas.
La historia del nudo precede a la de la cuerda (e incluso a nuestra especie), ya que se puede realizar a partir de una simple rama o un tallo (de una liana, por ejemplo). De hecho, incluso se tienen noticias de nudos elaborados en el reino animal.
De acuerdo a vestigios encontrados en Monte Verde, cerca de Puerto Montt, en Chile, se encontraron los nudos más antiguos del mundo con una data de entre 14 500 y 18 500 años, de cuero y en forma de dagas para sostener las construcciones. En cuanto a vestigios de la antigüedad, en Dinamarca se encontró un nudo de cabrestante alrededor de un anzuelo de 10 000 años de antigüedad, un nudo de bolina en una red de pesca que data del 7200 a. C. en Finlandia, y un nudo de silla en una red de pesca que data del 7000 a. C.  en Finlandia.

## Tipos
Aun con la inmensa variedad de nudos existente, se pueden distinguir características comunes a todos o a la mayoría de ellos:
- de apriete, un nudo en el que cuanto más se tira de sus extremos más se aprieta (sin rebasar la capacidad del material)
- de estabilidad, nudo que no se deshace por sí solo o por movimientos aleatorios
- de reversibilidad, con facilidad de ser deshechos
- de debilitamiento, nudo que debilita la cuerda o hilo en el que se haga reduciendo su resistencia a la tensión, de acuerdo al tipo particular de nudo
- autobloqueante, aquel que al deslizarse y llegar a su punto final se aprieta y no se afloja.

## Funciones

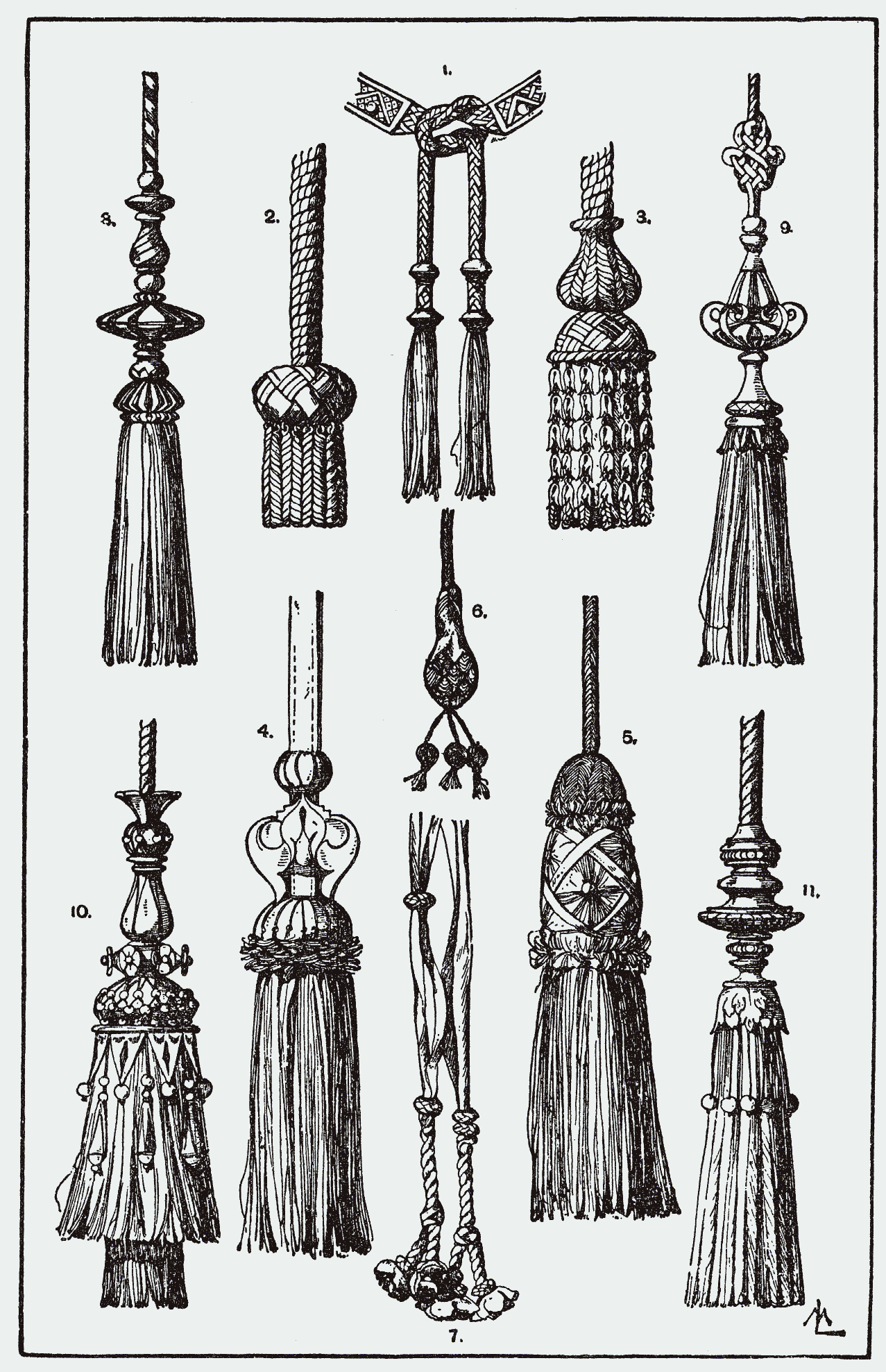
Borlas de cordonería

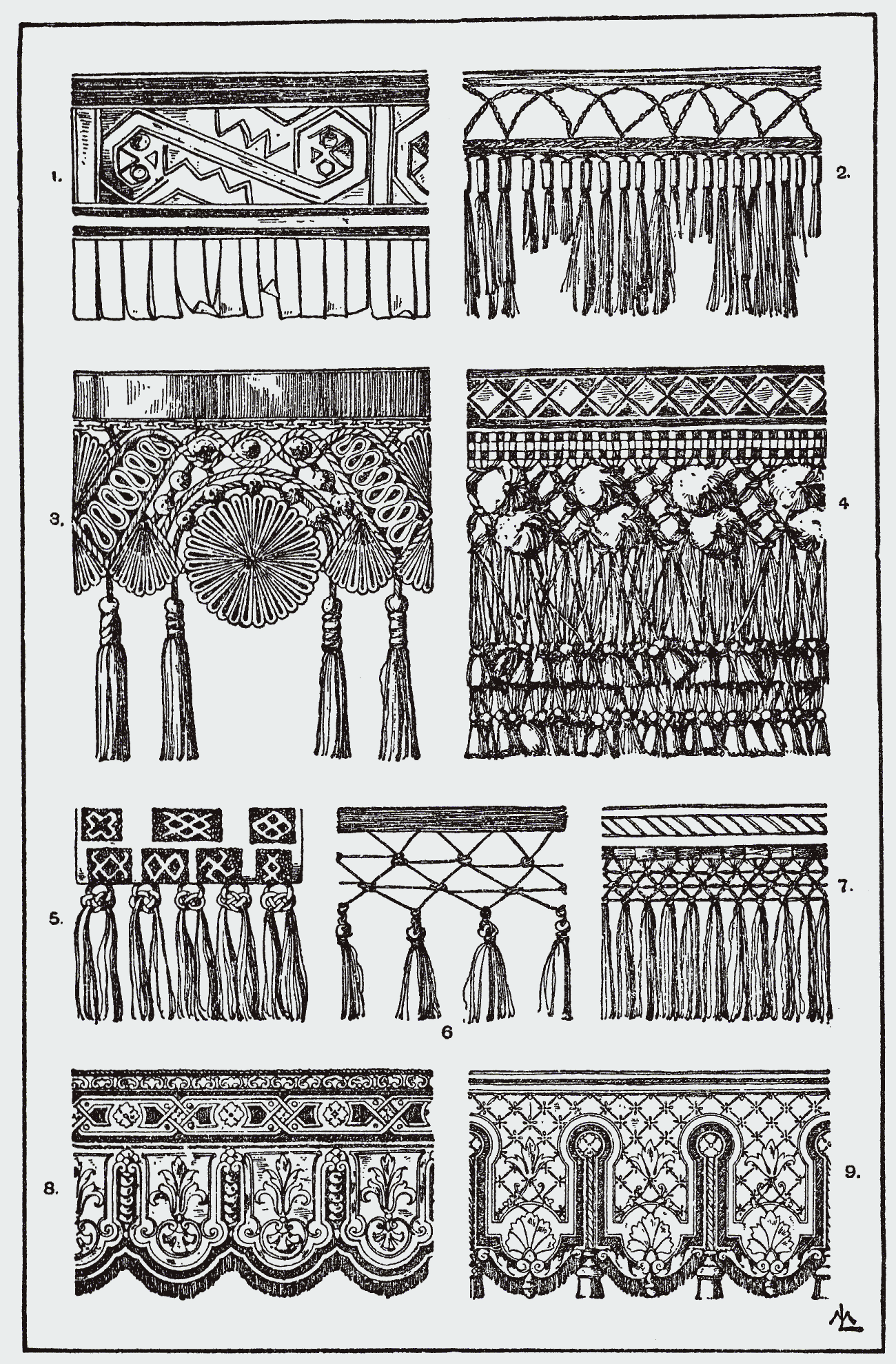
Pasamanería

Un nudo puede tener una o más funciones:
- Sujeción. Es el uso más común de un nudo, tiene por finalidad sujetar un objeto o unir dos o más cuerdas. Puede ser sujeción entre una cuerda y un objeto o sujeción entre dos o más cuerdas.
- Cambio de forma del cabo o soga. Los nudos se emplean también para cambiar la propiedad común de una cuerda permitiendo que ésta tenga un lazo, tenga un nudo para apoyo, acorte la cuerda o adquiera una forma útil que no necesariamente está destinada a sujetar algo. Dentro de esta funcionalidad se encuentran los nudos decorativos cuyo único fin es estético.

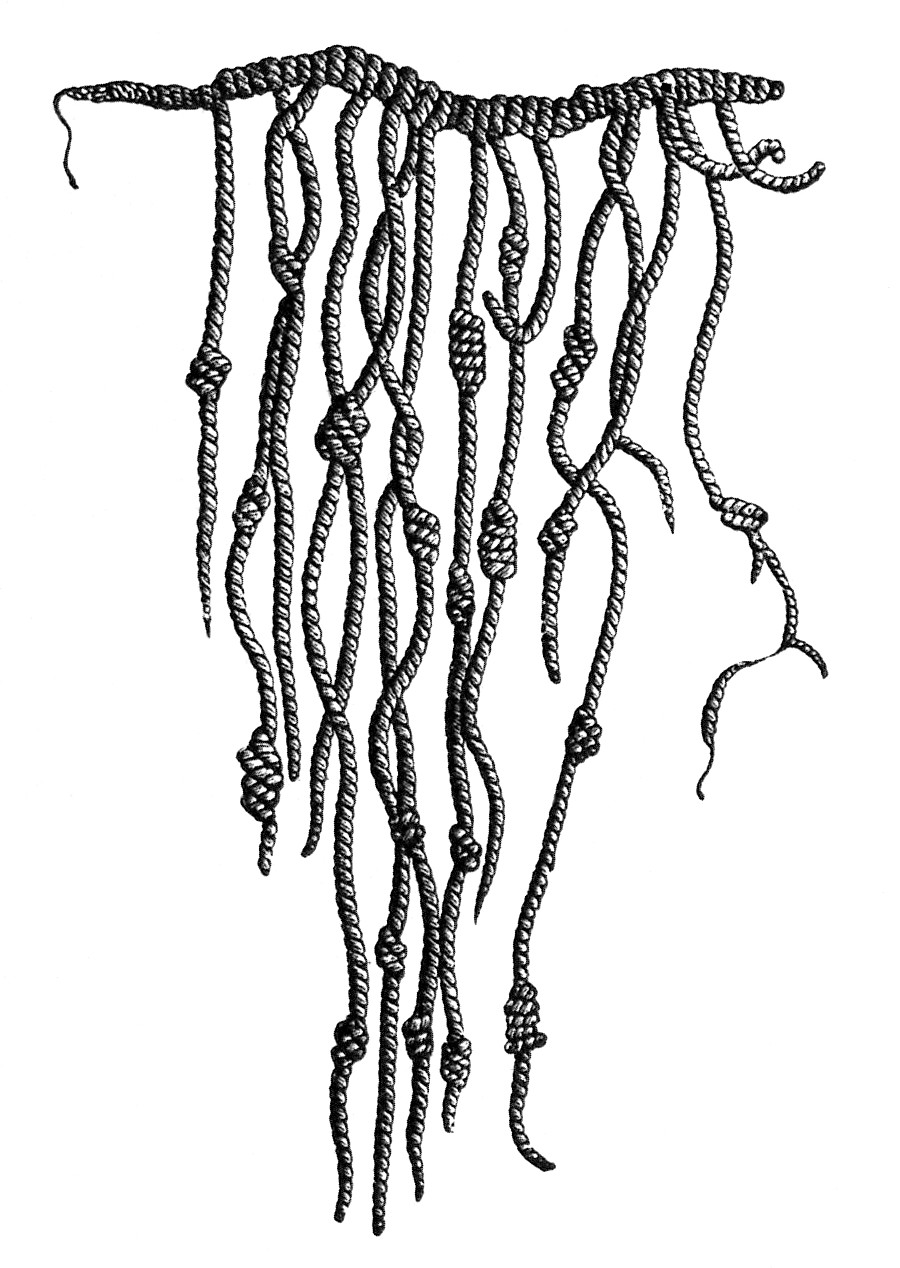
Quipu-nudos

La efectiva función del nudo puede ser directamente afectada por el material interno y externo de la cuerda así como por las condiciones de ésta.

## Propiedades

### Fuerza
Los nudos debilitan la cuerda en la que están hechos. Cuando una cuerda anudada se tensa hasta su punto de rotura, casi siempre falla en el nudo o cerca de él, a menos que esté defectuosa o dañada en otra parte. Las fuerzas de flexión, aplastamiento y roce que mantienen un nudo en su sitio también someten a las fibras de la cuerda a tensiones desiguales y, en última instancia, provocan una reducción de su resistencia. Los mecanismos exactos que causan el debilitamiento y el fallo son complejos y son objeto de estudio continuo. Se están desarrollando fibras especiales que muestran diferencias de color en respuesta a la tensión y que se utilizan para estudiar la tensión en relación con los tipos de nudos.
La resistencia relativa del nudo, también llamada eficiencia del nudo, es la resistencia a la rotura de una cuerda anudada en proporción a la resistencia a la rotura de la cuerda sin el nudo. Determinar un valor preciso para un nudo concreto es difícil porque muchos factores pueden afectar a una prueba de eficiencia del nudo: el tipo de fibra, la estilo de cuerda, el tamaño de la cuerda, si está húmeda o seca, cómo se viste el nudo antes de cargarlo, con qué rapidez se carga, si el nudo se carga repetidamente, etc. La eficacia de los nudos comunes oscila entre el 40 y el 80% de la resistencia original de la cuerda.

## Usos

### Nudos marineros, de la marina, de pesca, o en deportes náuticos
- Nudos de tope: Un nudo puede ser utilizado al final de una soga o lazo para detener o prevenir el deshilachamiento de estos. Otros como el puño de mono o barrilete, son útiles para crear una bola de peso al final de la cuerda, para que al arrojarla, el alcance del extremo sea fácil.
- Empalmes y ayustes: Nudos que permiten empalmar cabos.
- Gaza del pescador: Este nudo se realiza al final de un cabo, se repliega hacia atrás y forma un bucle o lazada alrededor del objeto al que se ata, sin ajustarse a él.
- Ligadas, cotes y vueltas
- Sujetar: Algunos nudos son útiles para sujetar cuerdas a determinados objetos, como otra cuerda, un poste, una anilla o para apretar un objeto.
- Repara daños: Muchos tipos de tejidos usan nudos para reparar daños o roturas.
- Nudos planos
- Nudos de botón

### Montañismo
Requieren el conocimiento de determinados nudos esenciales para una actividad segura. Este conocimiento no sólo permite reducir riesgos sino evitar perder cuerdas, ya que los nudos bien realizados, difícilmente se desatan accidentalmente pero se desatan con facilidad cuando es necesario.

### Decorativos y pasamanería
Existe el nudo meramente decorativo realizado sobre la mismo cordón o cuerda para producir tramas y formas con una cierta estética.
- Macramé es un tejido generado exclusivamente por nudos.

### Varios
Los nudos son esenciales en muchas actividades industriales; laborales: quirúrgicas, de costura, del hogar; o recreativas.
- Trenzados
- Nudos planos
- Nudos de botón

## Categorías

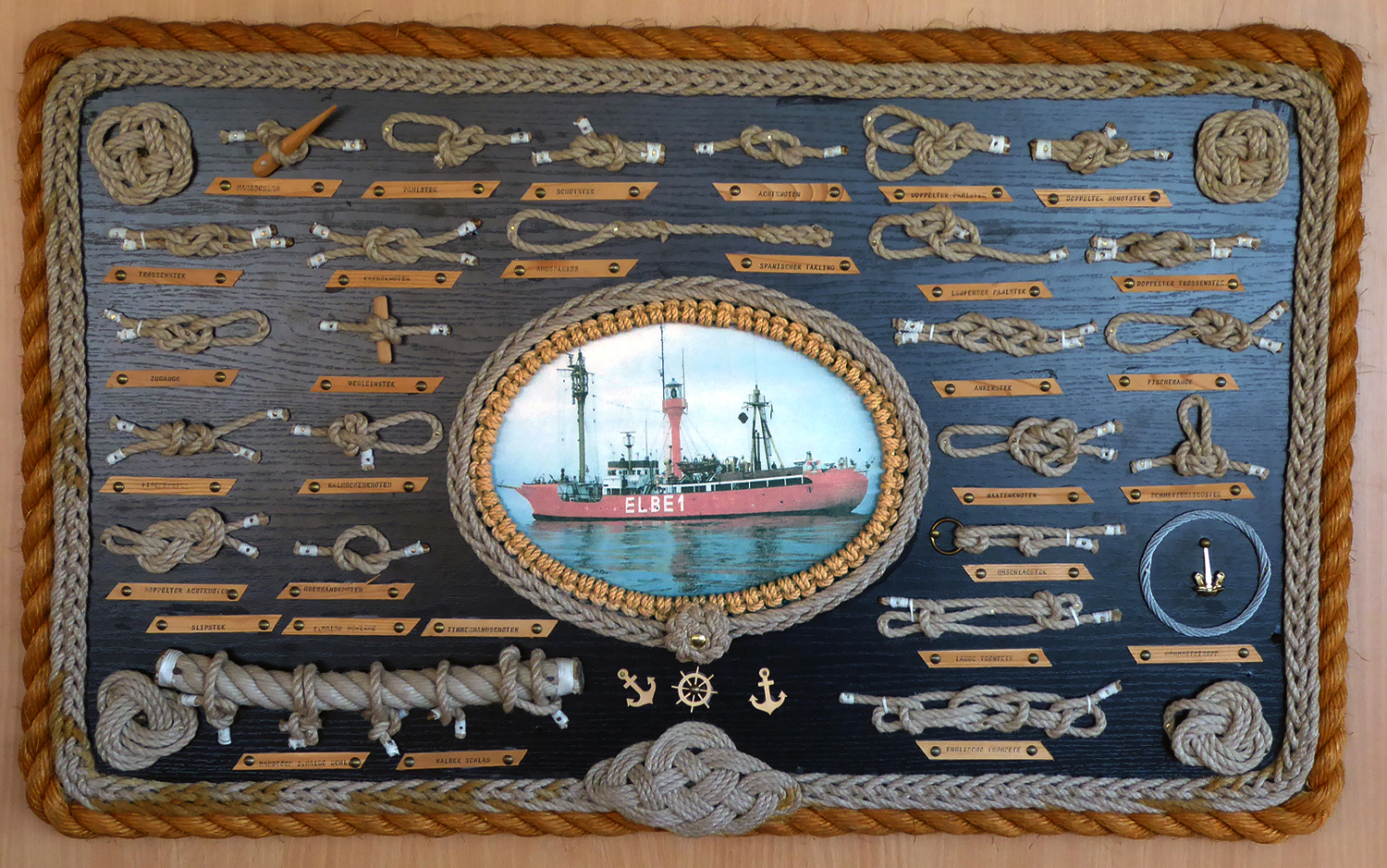
Nudos.

La lista de nudos es amplia; podemos agruparla según el uso que podemos hacer de los diferentes nudos o según las áreas donde se utilizan.

### Clasificación por su uso
Por ejemplo, los nudos de lazo comparten la cualidad del tener cierta clase de un punto de anclaje en su extremo derecho en el que se engancha fácilmente el extremo de trabajo. Otro ejemplo de esto es la bolina. Los nudos de ajustes ofrecen una fricción para apretar firmemente, por ejemplo, atados de paquetería.
Los nudos marineros pueden pertenecer a más de una categoría.

#### Nudo de tope
Tal como su nombre indica, se utilizan para evitar que los extremos de una cuerda, cabo o línea puedan deslizarse a través de una anilla, bucle o agujero. Se utilizan también para ligar el final de una cuerda y evitar que se deshilache o también como decoración.

#### Nudo de empalme
Los empalmes se utilizan para unir dos longitudes de cabos o cuerdas por sus extremos para formar un cabo más largo. Tipos: 

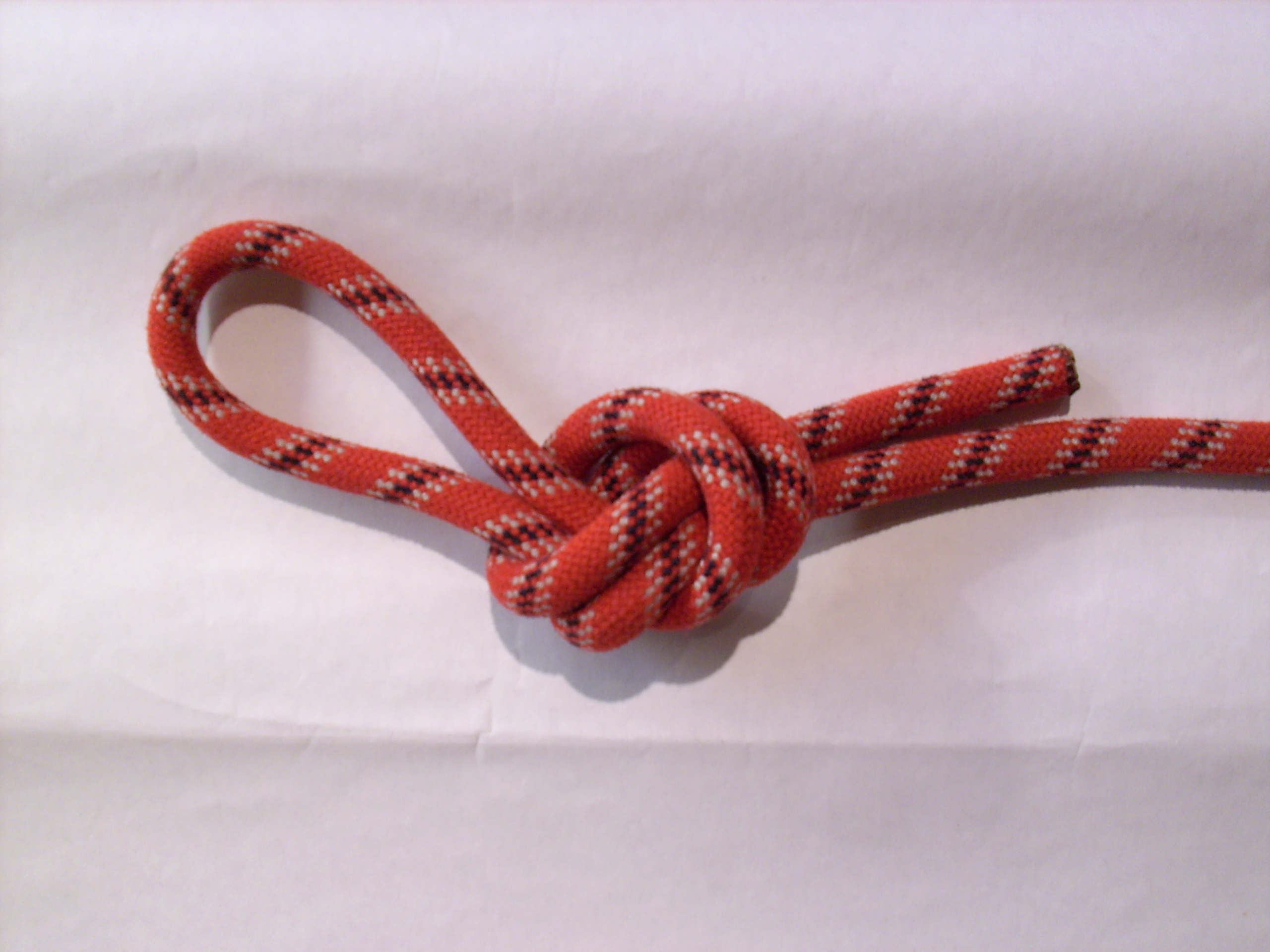
Nudos de gaza: nudo simple sobre el doble.

- Nudo Vuelta de escota
- Nudo pescador
- Nudo pescador doble
- Entalingadura de nudos
- Nudo de ocho de unión
- Grupo de calabrote
- Nudo de hierba
- Nudo de Zepelin
- Nudo Carrick o Calabrote

#### Nudo de gaza
Los nudos ejecutados al final de un cabo, replegándose hacia atrás y formando un anilla o bucle sobre los que se realiza el nudo son conocidos con el nombre de gazas. Estas gazas son fijas y no se deslizan. Tipos:
- Gaza de pescador
- Nudo del as de guía
- Lazo de Nudo de ocho
- Nudo simple sobre el doble
- Gaza de artillero

#### Nudo corredizo
Los nudos corredizos, también conocidos como nudos deslizantes, se aprietan alrededor del objeto sobre el que se han hecho, aflojándose en el momento en que la tensión disminuye.
- Nudo de horca
- Nudo corredizo doble (n.º 1219) en El libro de Nudos de Ashley, por Clifford Ashley;

#### Acortamientos
Tal como su nombre sugiere, se utilizan para acortar longitudes de cuerdas o cabos sin necesidad de cortarlos.

#### Ligadas
Las ligadas son nudos utilizados para asegurar una cuerda a cualquier objeto (tal como un palo, poste, anzuelo, anillo, mástil), o a otra cuerda que no forma parte del nudo actual. Deben ser capaces de mantener y resistir un esfuerzo paralelo sin deslizarse.

#### Nudos de pesca
Los nudos de pesca se efectúan en línea monofilamento, normalmente muy fina, y los anzuelos que se sujetan mediante ellos pueden ser muy pequeños.

## Nudos decorativos

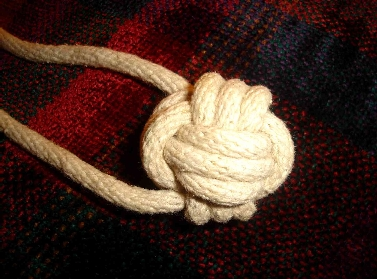
Puño de mono.

Nudos de lazadaUna traílla se coloca normalmente alrededor del cuello o se sujeta al cinturón y sirve para llevar un gran variedad de objetos: desde cuchillos o navajas y silbatos hasta relojes o anteojos.
Nudo de corbataLa característica común de los nudos de lazo o corbata, llamados con frecuencia nudos de fantasía, es la armoniosa y simétrica forma que se consigue mediante lazos, curvas y coronas. Se utilizan regularmente para dar el "toque final" cuando se hacen paquetes o regalos.
Nudo de botónLos nudos de botón o nudos de pijama, son exactamente lo que su nombre sugiere -nudos redondos y simétricos utilizados para formar botones para asegurar o abrochar prendas, especialmente de ropa interior y ropa de dormir-. A la vez que son altamente decorativos, son suaves y blandos, más confortables que los botones de plástico o hueso, disponiendo de la ventaja de ser prácticamente irrompibles.
Nudo puño de monoEl "puño de mono", es un nudo decorativo que tiene también varios usos prácticos, siendo el más común el de utilizarlo al final de un cabo para darle peso y hacer una "línea pesada", la línea que se puede lanzar desde un barco a tierra o a otro barco. Se emplea al extremo de la cuerda para prevenir también el deshilachamiento de ésta.
Nudos trenzadosLos trenzados son uno o más cordones entrelazados y que pueden hacerse con una gran variedad de materiales.
Nudos planosLos usos más comunes para este tipo de nudos es la confección de esterillas, pero pueden utilizarse para proteger cualquier cosa contra el roce o el desgaste. Para hacer alfombrillas redondas o posavasos se utiliza la cabeza de turco de tres cordones, cinco vueltas, en su forma plana.

## Clasificación

### Clasificación por el área de uso
Diversas actividades humanas tienen necesidad del uso de cuerdas e hilos y con esto el de nudos, actividades tan variadas como la náutica, el montañismo, el tejido artesanal, la cirugía y muchas otras actividades humanas y tareas cotidianas emplean nudos. Por área de actividad donde el conocimiento de nudos es más importante tenemos:
- Nudos marineros
- Nudos montañistas, escultismo o de campamento.
- Nudos decorativos
- Nudos quirúrgicos, Nudos artroscópicos

### Clasificación por su elaboración
Muchos nudos pueden ser elaborados en tres variantes que son:
- simple, es la elaboración convencional de un nudo con una cuerda simple (un hilo).
- doble, es la elaboración de un nudo según el método simple pero tomando la cuerda doble (dos hilos), esto permite generar un lazo en un extremo del nudo aunque el nudo en sí no lo contemple.
- tejido, el resultado debe ser idéntico al nudo doble correspondiente pero se elabora en dos etapas: primero se hace un nudo simple sin apretarlo y luego el segundo hilo es tejido sobre el nudo simple hecho siguiendo la misma trayectoria que la cuerda en el nudo previo pero en sentido contrario. Un nudo tejido permite "lazar" un objeto que no puede ser lazado como es el caso de un árbol o un puente de piedra.

Las cuerdas de los nudos suelen ser generalmente de pita, aunque también existen otras cuerdas de este mismo tejido más gruesas. Hoy en día, se suelen utilizar generalmente las cuerdas cubiertas.

### En otros idiomas
- Clifford W. Ashley. The Ashley Book of Knots. Doubleday, New York. ISBN 0-385-04025-3. (en inglés)
- Geoffrey Budworth (1999). The Ultimate Encyclopedia of Knots & Ropework. Annes Publishing Limited. ISBN 1-55267-986-1. (en inglés)
- John Cassidy (1985). The Klutz Book of Knots. Klutz Press, Palo Alto, California. ISBN 0-932592-10-4. (en inglés)
- Paul Hasluck with foreward by Des Pawson (2018) The Art of Tying Knots. Endless Mountains Publishing Company. ISBN 0-998852-73-2. (en inglés)
- Cyrus L. Day. Knots & Splices. International Marine/McGraw-Hill Companies. ISBN 0-87742-252-4. (en inglés)
- Raoul Graumont. Handbook of Knots. Cornell Maritime Press/Tidewater Publishers. ISBN 0-87033-030-6. (en inglés)
- R.S. Lee. All The Knots You Need. Algrove Publishing. ISBN 0-921335-47-4. (en inglés)
- Allen Padgett and Bruce Smith. On Rope. National Speleological Society. ISBN 0-9615093-2-5. (en inglés)
- Des Pawson (2001). Pocket Guide to Knots & Splices. Produced for Propsero Books by RPC Publishing Ltd., London. ISBN 1-55267-218-2. (en inglés)
- Brion Toss. The Complete Rigger's Apprentice. International Marine/McGraw-Hill Companies. ISBN 0-07-064840-9. (en inglés)
- J. C. Turner and P. van de Griend (ed.) (1996). History and Science of Knots. World Scientific. ISBN 981-02-2469-9. (en inglés)
- Georges DEVILLERS (1971). Manuel de matelotage et de voilerie à l'usage des marins professionnels et des plaisanciers (en francés). Editions Maritimes et d'Outres-Mer (Paris).
- Ripault, Franck (1998). Le classique des nœuds (en francés). Rennes: Editions Sud Ouest (Rennes). ISBN 2-7373-2359-2.
- Gwendal JAFFRY, Claude BAS, Yves GAUBERT, Michel PHILLIPE (2002). Guide des nœuds et du matelotage (en francés). Douarnenez: Le Chasse Marée. ISBN 2-914208-14-6.
- Georges NARES (1983). Traité de manœuvre et de matelotage (en francés). Le Chasse Marée. ISBN 2-903708-87-8.